# Овчинникова Олександра Павлівна
Олександра Павлівна Овчинникова (нар. 6 липня 1953) — радянська баскетболістка. Заслужений майстер спорту СРСР (1978).
Закінчила Ленінградський інститут радянської торгівлі ім. Ф. Енгельса.

## Біографія
Народилася в місті Кузнецьк, Пензенської області.
Виступала за ленінградський «Спартак». Член збірної СРСР з баскетболу.
Чемпіонка Європи серед юніорок (1971), триразова чемпіонка світових Універсіад (1973, 1977, 1979), дворазова чемпіонка Європи (1974, 1978), чемпіонка СРСР (1974), чемпіонка світу (1975).
Призер чемпіонатів СРСР (1972—1973, 1975—1976), володар Кубка володарів кубків (1972—1974) та Кубка Ліліан Ронкетті (1975).
Дружина Олександра Бєлова (з квітня 1977).
Після закінчення спортивної кар'єри працювала тренером з баскетболу в Нововоронежі.

## У кіно
У фільмі «Рух вгору» (2017, реж. А. Мегердичев), який присвячений перемозі команди СРСР на Олімпійських іграх 1972 року в Мюнхені, роль дружини Олександра Бєлова Олександри Свєшникової зіграла Олександра Ревенко.